# Gruppo montuoso sottomarino dell'isola di Natale
Il gruppo montuoso sottomarino dell'isola di Natale (in inglese Christmas Island Seamount Province) (13°00′S 106°00′E) è un'insolita formazione di montagne sottomarine, per la maggior parte vulcani, che prende il nome dal territorio australiano dell'Isola di Natale, una riserva naturale anch'essa parte della formazione stessa. Il gruppo conta più di 50 montagne sottomarine che arrivano fino a 4500 m di altezza, distribuite su un'area di oltre 1080000 km².
Differentemente dalla maggior parte delle formazioni montuose sottomarine, quella dell'isola di Natale non è una lunga catena di vulcani sempre più vecchi man mano che ci si allontana dal punto caldo che li ha generati, bensì i vulcani sono sparsi all'interno di un'area di vasto raggio. L'origine di una siffatta formazione è stata a lungo tempo un enigma per i geologi, l'area attorno all'isola di Natale, infatti, non presenta punti caldi e la formazione non si estende perpendicolarmente ad una zona di frattura locale ma corre in modo grossolanamente parallelo al bordo della placca australiana. Molte delle montagne che compongono il gruppo sono guyot dalla superficie spianata, segno questo che, in tempi remoti, il gruppo era probabilmente un arcipelago di isole vulcaniche attive prima che l'acqua lo erodesse lentamente fino a portare la sua superficie ad un livello sottomarino.
Uno studio del 2011 ha raccolto campioni di roccia e li ha analizzati con metodi di datazione al 40Ar/39Ar, allo stronzio, al neodimio, all'afnio e al piombo per determinarne l'età e l'origine. Ciò ha portato alla scoperta che la composizione delle rocce delle montagne del gruppo è molto più simile a quella della crosta continentale piuttosto che a quella della crosta oceanica, assomigliando in particolar modo a quella delle rocce della crosta australiana nord occidentale. Si è inoltre scoperto che le montagne hanno un'età che va da 47 a 136 milioni di anni, che la loro età diminuisce nell'andare da est ad ovest e che sono ben 25 milioni di anni più recenti rispetto alla crosta circostante. Il modello di movimento delle placche basato su questi dati ha mostrato che le montagne si sono formate dove il Myanmar occidentale si è separato dall'Australia e dall'India durante la rottura della Gondwana, all'incirca 150 milioni di anni fa. L'articolo derivante dallo studio ha avanzato l'ipotesi che le montagne siano composte da crosta continentale riciclata e delaminata arricchita di materiale del mantello che è risalito dalla dorsale oceanica che si era venuta a formare al tempo della loro creazione, e che questo possa essere un processo relativamente comune nelle aree di bacini poco profondi.